# American Library Association
De American Library Association (ALA) is een non-profit vakorganisatie gevestigd in Chicago, Verenigde Staten, die zich internationaal inzet voor het opzetten en verbeteren van bibliotheken en voor educatie via bibliotheken. Het is de grootste en oudste bibliotheekvereniging ter wereld, opgericht in 1876, met ongeveer 60.000 leden.

## Geschiedenis
Op 6 oktober 1876 werd de American Library Association opgericht tijdens een conferentie van bibliothecarissen. Deze bijeenkomst vond plaats bij de Historical Society of Pennsylvania tijdens de Wereldtentoonstelling van Philadelphia. In totaal waren er 103 bibliothecarissen aanwezig, die reageerden op een behoefte binnen het vakgebied: het oprichten van een professionele vereniging. Zij werden de eerste leden van de organisatie. Het doel van deze eerste bijeenkomst was het promoten van bibliotheekdiensten en het beroep van bibliothecaris.
In 1879 werd de American Library Association officieel ingeschreven onder de wetgeving van de staat Massachusetts in de Verenigde Staten, door Melvil Dewey, Justin Winsor, C. A. Cutter, Samuel Swett Green, James L. Whitney, Frederic Beecher Perkins en Thomas W. Bicknell.
Aanvankelijk was de hoofdactiviteit van de vereniging het organiseren van een jaarlijkse ontmoetingsplek voor bibliothecarissen, om zo de belangstelling voor bibliotheekvraagstukken aan te wakkeren en het vakgebied te promoten. Bibliothecarissen uit de hele Verenigde Staten en Canada kwamen hier bijeen. In het eerste charter van de organisatie stond dat dit zou worden gerealiseerd door het stimuleren van de uitwisseling van ideeën en samenwerking binnen de verschillende takken van de bibliotheekwetenschap, door het publiek aan te moedigen bibliotheken op te richten en te verbeteren, en door positieve relaties tussen leden van de vereniging te bevorderen.
In 1892 werd voor het eerst een raad van tien leden verkozen door de vereniging.

## Standpunten
Door haar lange geschiedenis en maatschappelijke opdracht, achtte de ALA het belangrijk om standpunten in te nemen die aansloten bij sociaal-culturele veranderingen van elke tijd. Zo werd regelmatig gedebatteerd over de sociale verantwoordelijkheid van bibliothecarissen en de reikwijdte daarvan. In 2016 documenteerde schrijfster en bibliothecaris Elaine Harger zeven sleutelmomenten van dergelijke standpunten rond de eeuwwisseling.
Een voorbeeld daarvan is de steun van de vereniging aan de antiapartheidsbeweging in de jaren 1980, die via een stemming werd bekrachtigd. Dit standpunt was sterk verbonden met de Amerikaanse geschiedenis en de burgerrechtenbeweging. Bibliothecarissen werden zich in de twintigste eeuw bewust van racistische praktijken binnen hun eigen instellingen, zoals gesegregeerde bibliotheken onder de Jim Crow-wetten. Deze wetten zorgden er onder meer voor dat bepaalde congreslocaties van de ALA in 1936 verboden terrein werden. Hoewel de ALA in 1963 zelf een rapport uitbracht over raciale toegang tot openbare bibliotheken, was er toen nog geen formeel standpunt ingenomen.
Door in 1978 te besluiten tot een culturele boycot van Zuid-Afrika, waarbij boeken uit dat land niet langer werden aangekocht, plaatste de ALA zich binnen een bredere internationale context van sancties tegen het apartheidsregime. In datzelfde jaar nam de raad van bestuur een resolutie aan die de censuurmaatregelen van het regime expliciet veroordeelde. Andere acties op lokaal, regionaal en federaal niveau toonden aan dat de ALA steeds meer het belang onderkende van sociale betrokkenheid van bibliotheken. Zelfs bij een neutrale houding kan een openbare bibliotheek – bewust of onbewust – bijdragen aan een systeem van onderdrukking, iets waartegen de ALA zich eind twintigste eeuw steeds duidelijker begon te verzetten.
In 1970 richtte de ALA de Rainbow Round Table op om betere ondersteuning te bieden aan het LGBT-publiek.

## Voorzitters met Wikipedia-pagina
- Melvil Dewey (1890 - juli 1891 en 1892-1893)
- Carla Hayden (2003-2004)